# Músculo extensor corto del pulgar
El extensor corto del pulgar (Extensor pollicis brevis) es el músculo que se encuentra situado debajo del extensor común en el dorso del antebrazo y conectado con el músculo abductor largo del pulgar. Su tendón constituye el límite radial de la tabaquera anatómica.

## Origen e inserción
Se origina en la cara posterior del cuerpo del cúbito y el radio, y en la cara posterior de la membrana interósea que se encuentra entre estas dos inserciones. Su dirección es similar al del músculo abductor largo del pulgar, su tendón pasa por la misma ranura en el lado lateral del radio y termina insertándose en la extremidad superior de la primera falange del pulgar.

## Inervación e irrigación
El músculo Extensor pollicis brevis es inervado por el nervio interóseo posterior -rama del nervio radial- y la arteria que lleva el mismo nombre, la arteria interósea posterior, una de las ramas de la arteria cubital. 

## Función
El extensor corto del pulgar se encarga de extender la primera falange del pulgar, abduce la muñeca e individualiza las acciones de la primera y segunda falange de este dedo.

## Imágenes adicionales

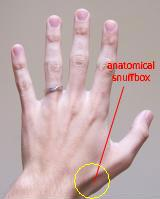
Tabaquera anatómica
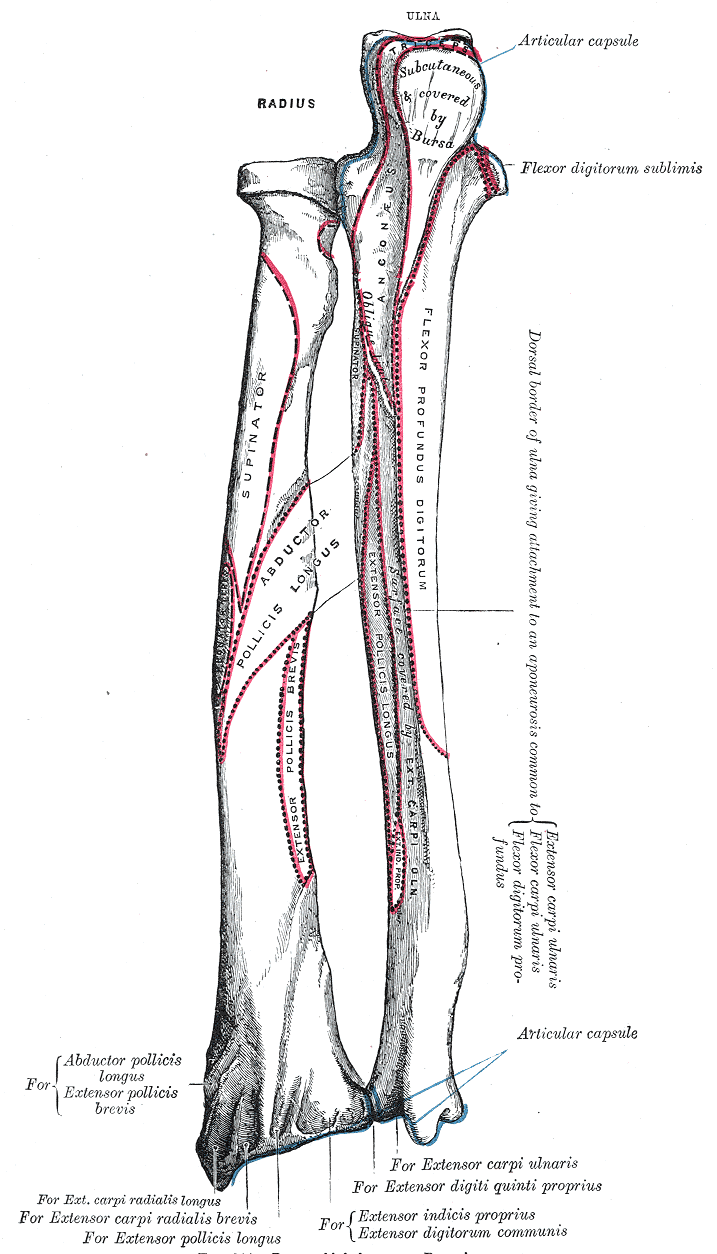
Huesos del antebrazo izquierdo, vista posterior.
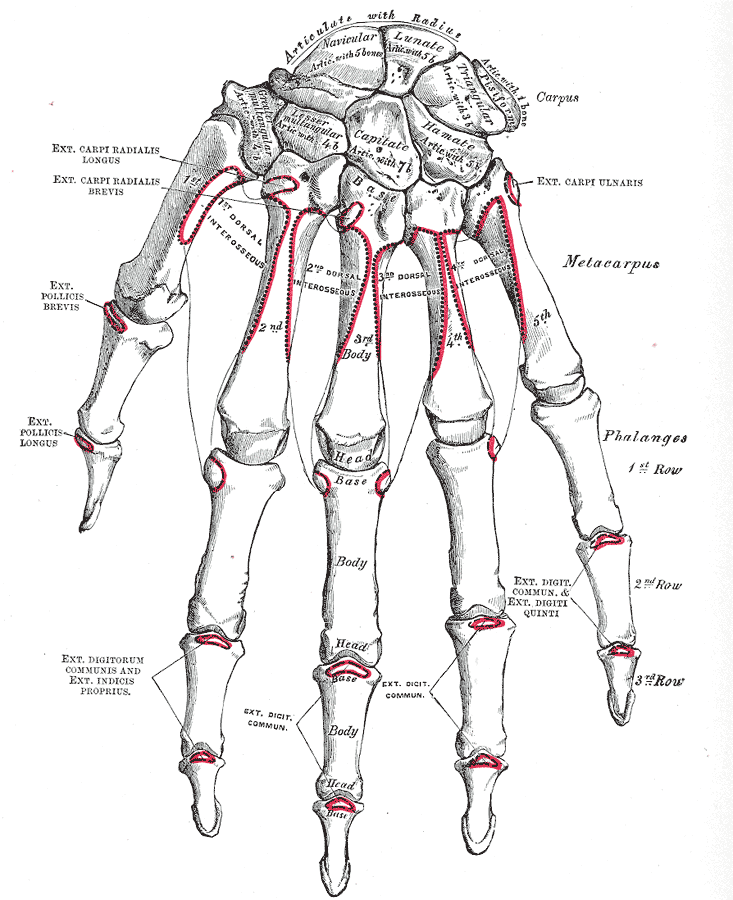
Huesos de la mano izquierda, superficie dorsal.
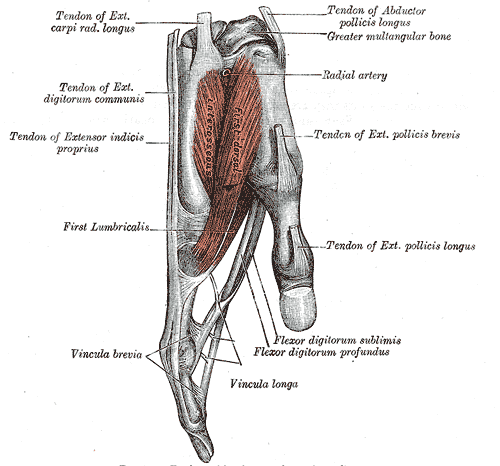
Tendones de los dedos.
Corte transversal de la muñeca.
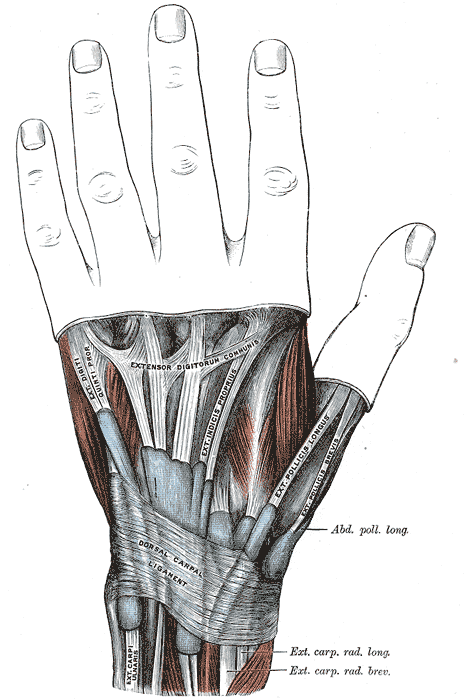
Tendones y vainas de los músculos de la muñeca.
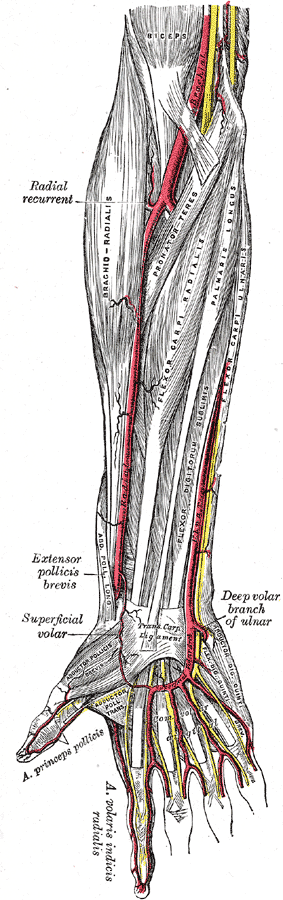
Arterias radial y cubital.
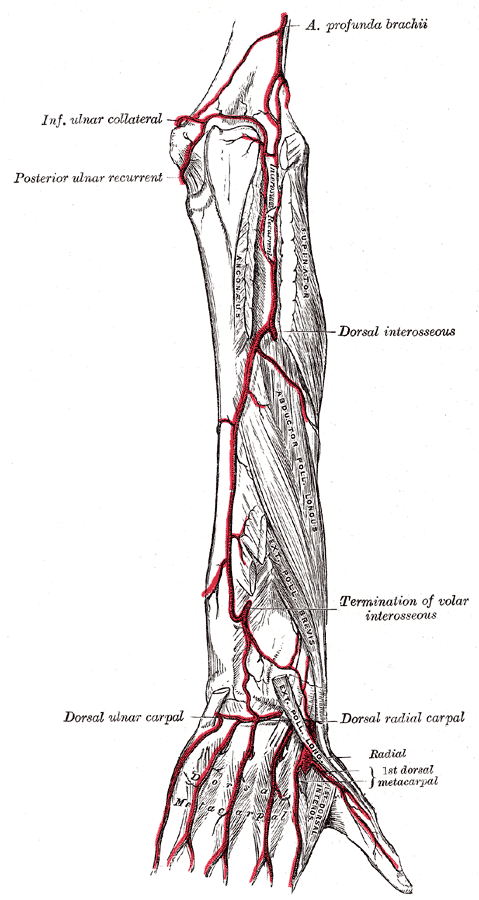
Arterias de la parte posterior de la mano y el antebrazo.

- Datos: Q901116
- Multimedia: Extensor pollicis brevis muscle / Q901116